# Alex Hamilton (football)
Pour les articles homonymes, voir Alex Hamilton et Hamilton.
Alexander William Hamilton, couramment appelé Alex Hamilton, est un footballeur international écossais devenu entraîneur, né le 5 avril 1936, à Armadale (West Lothian) en Écosse et décédé le 30 novembre 1989  à Broughty Ferry (en), Dundee.

## Biographie

### Carrière en club
Alex Hamilton joue au poste d'arrière droit. Il passe la quasi-totalité de sa carrière à Dundee avant de finir sa carrière en Afrique du Sud. Une fois sa carrière terminée, il entraîne un temps le Dundee Violet F.C. (en) puis son ancien club sud-africain, l'East London United F.C. (en).
Passionné de musique, Alex Hamilton est un chanteur estimé. Il fonde avec plusieurs équipiers de Dundee FC (dont Craig Brown, futur entraîneur de l'Écosse) un groupe appelé Hammy and the Hamsters qui produit un disque.

### Carrière internationale
Alex Hamilton reçoit 24 sélections en faveur de l'équipe d'Écosse. 
Il joue son premier match contre le Pays-de-Galles en novembre 1961, pour une victoire 2-1. Il joue son dernier match pour une défaite 1-2 contre la Pologne en octobre 1965. Il n'inscrit pas de buts lors de ses 24 sélections.

## Palmarès
- Dundee FC :
  - Champion d'Écosse en 1962
  - Finaliste de la Coupe d'Écosse en 1964